# DAIVA
DAIVA（ディーヴァ）はT&E SOFTが1986年から1987年にかけて発表した一連のコンピュータゲームシリーズ。

## 概要
架空の銀河系を舞台とした、7つのストーリーで構成されるスペースオペラをベースにしたシミュレーションゲーム。
1986年当時に国内で販売されていた主要なパソコン6機種とファミコンで販売する事、各機種間でデータの互換性がある事、二人同時プレイが行える事を念頭に制作されており、内容が簡略化されたファミコン版や、各機種のハードウェア仕様に大きく依存するアクションゲームパートを除くと、どの機種版もほぼ同じゲーム内容となっている。
またインド神話（用語）にインスパイアされた壮大な物語設定が用意されている。各機種ごとに設定されたストーリーがその他の機種のストーリーとも相互に関わりを持ち、それを艦隊データのパスワードという形で実際のプレイに反映できるという、当時としては斬新なプロモーションが展開された。
ファミコン版とPC-9801版を除き、星系開発及び艦隊戦のウォーシミュレーションゲームと惑星戦のアクションゲームを内包したゲームシステムを特徴としており、メーカーは『アクティブ・シミュレーション・ウォー』というジャンル名を自称していた。なお、PC-9801版は惑星戦もシミュレーションパートの一部となり、アクションパートは廃止されている。ファミコン版は星系開発の要素をオミットするなどシミュレーションパートが簡略化され、艦隊戦と惑星戦のみとなっている。
『WAR DATA』と呼ばれるパスワードによりプレイヤーの戦力データをそのまま他機種へ引き継ぐ事ができる。これにより他機種から援軍を送り込み、艦隊戦での艦隊増強や惑星戦での2人同時プレイを行う事が可能。
2003年12月11日にボーステックより全機種版をひとつにまとめた『ディーヴァ・クロニクル』が発売された。また、2005年12月23日にはAmusement Center プロジェクトEGG・PLUSから『ディーヴァ全シナリオセット』も発売された。
タイトルである「ディーヴァ」は、サンスクリットで「神」を意味する言葉である「デーヴァ」(Deva)に由来する。

## タイトル一覧
※特記の無い限りメディアはフロッピーディスク。
STORY1 ヴリトラの炎／FLAMES OF VLITRA
PC-8801mkIISR用。1987年2月発売。ナーサティア双惑星のデモでスーパーレイドックのCrash! Crash!が流れる。
主人公はルシャナ＝パティー。
STORY2 ドゥルガーの記憶／MEMORY IN DURGA
FM77AV用。1987年3月発売。
主人公はア＝ミターバ。
STORY3 ニルヴァーナの試練／TRIAL OF NIRVANA
X1用。1987年2月発売。FM音源ボードに対応しているが、オープニングとエンディング以外の曲はPSGのみで演奏される。
主人公はアモーガ＝シッディー。
STORY4 アスラの血流／ASURA'S BLOODFUED
MSX用（要メインRAM 16KB以上）、2Mbit ROMカートリッジ。1987年4月発売。ゲームデータ保存にデータレコーダが必要。
主人公はラトナ＝サンバ。
STORY5 ソーマの杯／THE CUP OF SOMA
MSX2用（要VRAM 128KB）。1987年3月発売。後にMSX・FAN1993年12-1月号のスーパー付録ディスクのコーナー「oldies」に収録された。
主人公はアクショー＝ビア。
STORY6 ナーサティアの玉座／IMPERIAL OF NIRSARTIA
ファミリーコンピュータ用。1Mbit ROMカートリッジ。1986年12月5日発売（販売：東芝EMI（現・ユニバーサル ミュージック））。
ゲーム開始時にLEVEL1～4の四段階の難易度を選択出来るが、WAR DATAは最高難度のLEVEL4でしか出力出来ない。
二人同時プレイ時は星間移動画面が上下二分割で表示される。
主人公はマータリ＝シュバン。
2022年7月22日より、Nintendo Switch向けのオンラインサービス『ファミリーコンピュータ Nintendo Switch Online』で配信開始された。
STORY7 カリ・ユガの光輝／LIGHT OF KARI YUGA
PC-9801VM/UV用。1987年12月発売。CPUが80286以上の機種では動作が保証されず、オープニング後にフリーズする、エンディングに進まなくなる等の異常が見られた。FM音源対応だが、音楽はオープニングと各シナリオのエンディングでしか流れない。
メインシナリオ『カリ・ユガの光輝』と、他ストーリーでの出来事をベースにしたサブシナリオ『カウトゥーン攻略』『アデルタ宙域戦』『スタロッサ炎上』『ナーサティアへの道』がプレイできる。それぞれ指定された期間内に勝利条件を満たせばクリアとなる。
主人公はクリシュナ＝シャーク。
当初の広告ではSTORY7の機種名が伏せられており、最初にリリースされたファミコン版から1年遅れの発売だった。
各機種の主人公達はストーリー上で横の繋がりを持ち（MSX2⇔X1⇔MSX⇔PC-8801mkIISR⇔PC-9801⇔ファミコン⇔FM77AV）、他機種版の主人公がイベントシーンに登場する事がある。

### 幻のオンライン版
（この節の出典：）
京都の通信事業者・日本テレネットが展開していた通信ネットワーク「THE LINKS」で稼働するオンラインタイトル「ディーヴァ 〜ドクターアマンドラ（Dr.AMANDORA）〜」が開発されていたが、実現しなかった。対応機種はMSX・MSX2（要RAM 64KB）。ゲーム内容としては、ネットワークを介して8人同時プレイ可能なシミュレーションゲームとなる予定だった。
プレイヤーはまず星系内に存在する16の惑星から、拠点となる任意の惑星を選択し、自軍名と共にホストコンピュータに登録する。すると、ホスト側よりゲーム開催日とスタート時刻が指定され、その日程に従ってプレイ開始となる。
その後は既存タイトルと同様、惑星への司政や艦隊製造や管理を進めつつ、他の惑星を攻略していく。
自軍艦隊は最大4つに分割可能。惑星戦はアクションゲームではなく、艦隊が保有するドライビングアーマーまたはストーミーガンナーを任意の機数投入し勝敗を決する、PC98版を簡略化した様な方式で行う。
また、画面内に他プレイヤーとのチャット機能を行えるウィンドウが備わっている。

## 基本ストーリー
マウトレーア暦3721年。ヴィシュヌ銀河を駆け抜けた一筋の閃光と共に、主星アルジェナが崩壊。4000年に渡り銀河を統べて来たインドゥーラ帝国、その皇帝『黄金帝』マヌもこのとき身罷られ、帝国は崩壊。銀河には混沌の時代が訪れた。
アルジェナ崩壊の首魁は、元帝国宇宙軍最高司令官シヴァ=ルドラだった。邪神アスラの化身であるシヴァは、帝国の壊滅と混乱に乗じて軍を掌握すると、人工有機体兵器『ヴリトラ』を使役しさらなる殺戮を繰り返しながら、相容れぬ善の象徴ディーヴァを滅ぼすため、ナーサティア双惑星を目指す。
そして、混迷するヴィシュヌ銀河に生きる、立場も境遇も違う7人の男達。彼らもまた過酷な運命に翻弄されつつも、ナーサティア双惑星へと導かれていくのであった。

## 登場キャラクター
各ストーリーの主人公の名前は、密教の五智如来やインド神話の神々に由来している。
ルシャナ＝パティー
STORY1『ヴリトラの炎』の主人公。辺境星系スートリの司政官。
人工有機体兵器ヴリトラの攻撃で主星ベレナスと婚約者ラーナを失った彼は、ヴリトラの行方を追う途中、クリシュナ＝シャークと出会う。彼との邂逅の中で、ベレナスとアルジェナの崩壊はこの後に起こるであろうヴィシュヌ銀河を揺るがす大凶行の前触れに過ぎない事を悟る。クリシュナから譲り受けたγ3対応型のOM艦載砲により、惑星トラントランにてヴリトラを破壊し復讐を遂げたルシャナは、そこでリュカーン教の生贄にされていたラトナ=サンバを救出。親友を手に掛け生きる希望を失っていた彼に再起を促すのだった。
名の由来は大日如来の梵名「マハー・ヴァイローチャナ」の漢訳「摩訶毘盧遮那」（マカビルシャナ）、「パティー」はサンスクリットの「主」より。
ア＝ミターバ
STORY2『ドゥルガーの記憶』の主人公。惑星エンタナの貴族ア家の末裔。
妻である記憶喪失の女性サティーを誘拐されたミターバは、犯人と誤認して接触したマータリ＝シュバンから真犯人がシヴァ＝ルドラであることを知らされる。しかしようやく発見したサティーは、ミターバの眼前でシヴァに惨殺される。その後ミターバは、夢の中に度々現れるサティーに瓜二つの女性ドゥルガーにより、ナーサティア双惑星へ来るよう誘われる。
名の由来は阿弥陀如来の梵名「アミターバ」より。
アモーガ=シッディ
STORY3『ニルヴァーナの試練』の主人公。インドゥーラ帝国軍艦隊司令。家は代々インドゥーラ帝国の皇帝に仕えてきた。
帝国から脱走した女ラティーを追い、旗艦ラージャに搭載された生体コンピュータ・ニルヴァーナが故郷と呼ぶ惑星ファンスルを訪れたアモーガは、ニルヴァーナの素体となった超能力者・スーラ族の襲撃に遭い、捕らえられ殺される。しかしその後同じ牢に捕らえられたアクショーにより肉体蘇生薬を投与され、蘇る。ファンスルを脱出したアモーガとアクショーは、同胞たちの力で自我を取り戻したニルヴァーナの導きにより、ナーサティア双惑星を目指す。
名の由来は 不空成就如来の梵名「アモーガシッディ」より。
ラトナ=サンバ
STORY4『アスラの血流』の主人公。アモーガ艦隊所属のエースパイロット。
同隊に所属する親友ラーヴァナに裏切られ殺されかけたラトナは、アモーガからラーヴァナの父がアスラを崇める密教リュカーン教の教徒であったこと、そのリュカーン教の司祭がシヴァ=ルドラである事を聞かされ、その聖地である惑星トラントランへ向かう。そこで再会したラーヴァナを止むを得ず手にかけ、リュカーン教に捕らえられアスラへの生贄にされかけるも、ルシャナ=パティーに救出される。彼から再起を促され気持ちに踏ん切りをつけたラトナは、志願してシヴァの旗艦へと潜入する。
名の由来は 宝生如来の梵名「ラトナサンバヴァ」より。
アクショー=ビア
STORY5『ソーマの杯』の主人公。インドゥーラ帝国科学技術院の天才科学者。髭を蓄えていてとても高齢に見えるが、まだ24歳の青年。
スーラ族を用いた非道な生体実験に反対し、帝国を離れて個人で肉体と生命の蘇生薬ソーマの研究を進めていたが、その完成直後にソーマと製法を含む全ての研究資料を助手のラティーに奪われる。僅かに残された肉体蘇生薬を携えラティーを追って惑星ファンスルへ降り立ったアクショーは、スーラ族に殺されていたアモーガ＝シッディを発見し、蘇生させる。
名の由来は阿閦如来の梵名「アクショービア」より。
マータリ=シュバン
STORY6『ナーサティアの玉座』の主人公。宇宙海賊のキャプテン。額に紫色のほくろがある事から、人呼んで『紫苑（しおん）の海賊』。
幼い頃、夢の中で自分が皇帝になる事を告げられた彼は、約束の地である惑星アシュビンを探し求めていた。帝国軍から強奪したγ鉱石を輸送艦ごとクリシュナ＝シャークに売却した際、クリシュナからアシュビンとはナーサティア双惑星のことであると教えられる。
名の由来は リグ・ヴェーダに登場する人類に火をもたらした神「マータリシュヴァン」より。
クリシュナ=シャーク
STORY7『カリ・ユガの光輝』の主人公。主星アルジェナの崩壊以後、断片的に記憶を喪失している。
マータリから買い取ったγ鉱石輸送艦のコンピュータ情報により、シヴァが人工有機体兵器『ヴリトラ』を完成させその稼働実験としてアルジェナを破壊した事、そしてヴリトラの2号個体の稼働実験が星系スートリの惑星ベレナスで行われる事を知る。対ヴリトラ用にγ3対応型新型OM砲を艦載しベレナスへ急行するも、一足遅くヴリトラによって破壊された後であった。このとき出会ったスートリの司政官・ルシャナに新型OM砲を託したクリシュナは、徐々に甦る時代を超越した記憶の断片に悩まされながらも、己の正体を知るため、記憶の中にある航路を頼りにナーサティア双惑星を目指す。
名の由来はヒンドゥー教における神の化身（アヴァターラ）のひとつ「クリシュナ」より。
シヴァ=ルドラ
元帝国宇宙軍最高司令官。ディーヴァと相反する神アスラを崇める密教リュカーン教の司祭でもある。
主星アルジェナを破壊した張本人。実はアスラの化身であり、人工有機体兵器ヴリトラを従えてディーヴァを滅ぼさんとする。
名の由来はヒンドゥー教の最高神の一柱である破壊と再生を司る神「シヴァ」と、インド神話の暴風雨神「ルドラ」より。
サティー/ドゥルガー
ア=ミターバの妻。実はシヴァが作り出した人工有機体だった。寿命設定により長く生きられない事を知り、自身が人間でない事をミターバに知られぬ様、シヴァに懇願して死を選ぶ。ドゥルガーはシヴァの元にいた時の名前。
名の由来はインド神話におけるシヴァ神の最初の妃「サティー」より。ドゥルガーは「近づきがたい者」を意味するヒンドゥー教の戦いの女神「ドゥルガー」より。
ラティー
アクショーの助手、そしてラーヴァナの姉。アクショーの元からソーマとその製法を盗み出して蒸発する。実は弟共々にアスラの血を引く者だった。惑星ファンスルへと逃亡するも、スーラ族によって殺害される。
名の由来はヒンドゥー教の愛の神カーマデーヴァの妻、快楽の女神「ラティー」より。
ラーヴァナ
ラトナと同じ部隊に所属する戦士であり、親友。ラティーの機を追跡するラトナを狙撃し、姉ラティーと共に逃亡する。彼もまた呪われたアスラの血を引く者のひとりで、追跡してきたラトナに対し血の力で変貌を遂げる前に自分を殺せと懇願し、ラトナはやむを得ずラーヴァナを撃つ。
名の由来はラーマーヤナに登場する十頭十対の腕を持つ悪魔「ラーヴァナ」より。

## 用語
OMエネルギー
本ゲーム世界におけるエネルギー源。加工したγ鉱石に特殊な音波を照射する事で得られるもので、推進剤から武器まで様々な物に利用される。
γ（ガンマ）鉱石
OMエネルギーの元となる鉱石。エネルギー発生量の大きさに対してγ２，γ３といった種類がある。
ソーマ
アクショー=ビアが研究を進めていた肉体蘇生薬。完成したそれは肉体細胞だけでなく、生命までも蘇らせる事が可能。
ドライビングアーマー
惑星制圧に用いられる装甲ロボット。手持ち式の機関砲を装備し、更に作戦行動に応じて様々なオプションウェポンを装備可能。
書籍媒体によっては等身大パワードスーツとして描かれる事がある。
ヴリトラ
シヴァによって生み出された、巨大な龍の形をした人工有機体兵器。体表から常に青白い放電光を放ち惑星上の生命を破壊たらしめ、惑星の核からエネルギーを吸収し尽くし崩壊させてしまう。これを破壊するためには、γ3対応型のOM砲が必要。形態維持のためにソーマが必要。
名の由来はバラモン教の聖典リグ＝ヴェーダに登場する蛇の魔物「ヴリトラ」より。
ゲーム中にグラフィックは登場しないが、ファミコン版で移動マップ上でのナーサティア双惑星のグラフィックに描かれている。

## ゲーム進行

### 目的
プレイヤーは艦隊を率いて敵対する惑星を制圧しながら、艦隊戦に勝利して情報を収集し、青と赤の二連星である『ナーサティア双惑星』への閉ざされた星間航路を開く手段を解明して悪の根源シヴァ=ルドラを追い詰め、倒す事が最終目的となる。

### 戦略モード

#### STORY1～5
領有する惑星への投資や税率変更、艦隊の建造・編成・強化・移動を行うことができる。惑星のパラメータが上昇すれば月毎の収入が増え、防衛力が上昇すれば敵による惑星戦を阻止することができる。ひと月につき5回コマンドを実行できる。
1コマンド実行後に忠誠値（隠しパラメーター）のチェックが行われ、該当すると中立惑星との同盟締結・同盟破棄、あるいは領有惑星の反乱が発生する。それらが発生しなかった場合は、資源採掘による臨時収入や事故による支出などのイベントが一定確率で発生する。
艦隊移動の結果、同一惑星上に自艦隊と敵艦隊が同時に位置すると、艦隊戦を行うことができる（敵から仕掛けてくることもある）。敵の領有惑星・同盟惑星及び中立惑星に艦隊を移動させ、同一惑星上に敵艦隊が居なければ、惑星戦を行うことができる。
自軍の艦隊が自軍の領有惑星と隣接していない敵領有惑星または中立惑星にいると、その艦隊のモラル（士気）が減少する。モラルが減少すると艦隊戦で命中率が悪くなるなど何かと不利になる。

#### STORY6
PC版から大幅に簡略化されてフェイズ、投資や同盟といった要素がなくなり、プレイヤーが行えるのは『星間移動』『艦隊製造』『艦隊戦』『惑星戦』の4つに絞られている。
星系マップの中央にプレイヤーの本星があり、ここに接触すると艦隊製造とパスワード・ウォーデータ取得が行える。
各惑星を結ぶ航路もないため、プレイヤーは行きたい惑星へ自由に移動し、惑星戦を行う事が出来る。
各惑星を制圧する事で自分の星の生産レベルが上がっていき、これを消費して艦船を製造する事が出来る。PC版と違い、艦船は即完成、配備される。生産レベルは時間経過と共に回復する。
一度制圧した惑星は時間が経過すると敵艦隊に襲撃される。ここに急行し敵艦隊を排除しないと惑星を取り返されてしまう。
ファミコン版のみ『ヴリトラ製造惑星』が登場する。中立宙域のどこかで開発が始まり、時間の経過とともに4段階にグラフィックが変化する。完成すると、製造されたヴリトラが本星を破壊した旨が表示されてゲームオーバーとなる。このため、惑星攻略と平行してヴリトラ製造惑星の探索と破壊も行わなければならない。ヴリトラ製造惑星は後述の惑星戦と同様に攻略する。

### 艦隊戦モード
艦隊戦のゲームシステムは、PC-98版を除き全て共通している。1ターン毎に艦を配置して敵艦隊と撃ち合い、敵か味方いずれかが全滅するか撤退するまで繰り返す。撤退のタイミングは3ターン毎に得られ、敵が撤退する場合もある。ファミコン版を除き、艦隊戦に勝利すると参戦した艦隊のモラルが上がり、撤退するとモラルが下がる。
艦が全滅した場合、その艦隊は登録抹消となる。敵艦隊を全滅させると情報が得られる場合もある。

#### 艦船
各艦はミサイルまたはOM砲と呼ばれるレーザー砲を武器として使用する。ミサイルは攻撃力が一定で、命中率は近い程高くなる。OM砲は命中率が一定で、攻撃力は近い程高くなる。また、ミサイルは射線上に小惑星帯があると小惑星帯を攻撃するが、OM砲は小惑星帯を透過する。
なお、ゲーム中に「新型OM砲」を入手するイベントが発生するが、艦隊戦には影響しない。
ミサイル艦
ミサイルを1ターンに1回発射する。1艦隊につき12隻まで編成可。
OM艦
OM砲を1ターンに1回発射する。1艦隊につき12隻まで編成可。
巡洋艦
ミサイルとOM砲を1ターンに1回ずつ発射する。耐久力はミサイル艦・OM艦より高く、建造費用と建造期間がややかかる。1艦隊につき8隻まで編成可。
戦艦
ミサイルとOM砲を1ターンに3回ずつ発射する。耐久力は艦船中最大で、建造費用と建造期間も最高。1艦隊につき4隻まで編成可。

##### STORY6
プレイヤーが持てるのは1艦隊のみ、二人同時プレイ時は各1艦隊ずつ。モラルの概念がない。初期状態では巡洋艦1隻のみ所持している。所持できる艦の最大数は戦艦4隻、巡洋艦6隻、ビーム艦12隻、ミサイル艦12隻まで。
戦闘に敗北すると本星に戻され、再び巡洋艦1隻から再開。この際制圧済みの惑星の半分がランダムで敵の手に渡る。ただし二人同時プレイ時は全滅したプレイヤーが本星に戻されるだけで惑星は取られない。

### 惑星戦モード
PC-98版を除き、惑星戦では『ドライビング・アーマー』と呼ばれる人型兵器で惑星の制圧を目指す。

#### STORY1～5
左右方向任意スクロールシューティング。機種によって補助装備等の仕様や自機のフォルムが異なる。他機種からの援軍が存在する場合、2人同時プレイになる。1P側は青機体、2P側は赤機体。
戦闘を仕掛ける艦隊の戦力に応じて自機の耐久力が決まり、艦隊の兵器レベルに応じて選択できる補助装備が増える。また兵器レベルが高いと、途中で補給を受けるエリアと援護射撃を受けるエリアを設定することができる。
各惑星には防衛力と重力値が設定されている。防衛力によって出現する敵機の数が変化し、重力値によって自機のジャンプ力と移動速度が変化する。
惑星内は4つのエリアに分割されている。左右端の有無は機種によって異なり、無い場合は環状にループする。各エリアの敵を全滅させるとそのエリアを制圧したことになる。制限時間以内に2エリア以上を制圧すると防衛力など惑星のパラメータが低下し、3エリア以上を制圧すると惑星が自軍の植民地になる。
戦闘終了時の自機の耐久力に応じて、参戦した艦隊の艦数が減少する。耐久力が0になると自機が破壊され、艦隊が消滅する。自機が破壊されるか、制限時間を超過するか、惑星内の敵を100%殲滅することで戦闘終了となる。

#### STORY6
右方向強制スクロール、制限時間なし。自機は右向きに固定されている。1P側は青機体、2P側は赤機体。敵弾は自機ショットで相殺が可能。STORY5と同様、地上に砲台が設置されている。
他機種版の様なエリア分けや補助装備がない代わりに、生産レベルに関わりなく、各惑星の戦闘エリアを14箇所に区切った内の任意の場所に、取るとシールドを全回復する補給船/画面内の敵を全滅させる援護ミサイル/画面左から飛来し敵を追尾して破壊するオートマチックミサイルを投入する事が出来る（ただし2つ以上の援護装備を重ねて同じ箇所に投下する事は出来ない）。
敵の破壊率に関係なく、戦闘エリアの最後に配置されたボス格の敵を撃破する事で、惑星を攻略した事になる。攻略に失敗した場合、所持する艦船の数が半分になる（割り切れない場合は切捨て）。

#### STORY7
惑星戦はアクションゲームではなく、シミュレーションゲームの一部になっている。
惑星上の建造物に対して、艦砲射撃を行ったり、ストーミーガンナーやドライビング・アーマーを降下させたりすることで制圧を目指す。

#### その他、機種別の細かな差異
- STORY1(88SR)は、一つのキーボードで二人同時プレイができるようにキー配分が割り当てられている。さらに斜め上に機関銃を撃てる。
- STORY2(FM77AV)は、ハードウェアが独自に持つ描画プライオリティーを活かしたステージ作りになっている。そのため、エネルギーパックが出現時刻になったのに前景で隠れてしまい、出現に気づきにくい。
- STORY3(X1)は、携帯武器としてビームライフルを持っており、さらに途中補給のためのエネルギーパックを撃つことで艦隊からの援護射撃と同じ効果を得ることができる（破壊したエネルギーパックは何度も出てくる）。
- STORY5(MSX2)は、地上にも砲台等が配置されており（砲台は破壊しても撃墜カウントに入らない）、空中の敵以外に地上にも注意しなければならない。

#### ナーサティア双惑星

##### STORY1～5
ゲーム開始直後より星系マップの右下端に孤立した状態で存在し、ゲーム開始当初は他の惑星からの航路がないため辿り着く事ができない。一定条件を満たす事で航路が開き、到達する事ができるようになる。なお、ナーサティア双惑星への航路が開かないまま他の惑星をすべて領有し敵艦隊を全滅させると、バッドエンドになる。

##### STORY6
難易度LEVEL4でゲームを開始し一定条件をみたす事で、宇宙空間のどこかに現れる。つまり最高難度のモードでプレイしなければ真のエンディングを見る事が出来ない。

## 音楽
本作のBGMは、浅倉大介、東芝EMIのスタジオミュージシャン・丸山恵市、T&E SOFT所属の冨田茂の3名が作曲を担当している。浅倉の起用は、東芝EMI側から浅倉に「ゲームの音楽を作ってみませんか」と声を掛け、T&E SOFT側に紹介した事による。

### イメージサウンドトラック
浅倉とT&E SOFT、東芝EMIとのミーティングの場で「本当に（浅倉の）脳内で鳴っていた音で（サントラを）リリースしたら新しいんじゃないか？」との提案があり、浅倉によりシンセサイザーアレンジされたBGMを収録した『DAIVA/浅倉大介 イメージサウンドトラック』が1987年に東芝EMIより発売された（LP版型番：ETP-80201 、テープ版型番：ZH25-1795、CD版型番：CA30-1399）。これは浅倉初のアルバムでもある。浅倉が開発に関わり当時大ヒットしたFM音源シンセサイザーキーボード・ヤマハDX7／DX7II(FD)がメイン機材として使用されている。その後CDはラベルを刷新して1992年（型番：TOCT-6822）と1998年（型番：TOCT-10323）に再販売された。
また、2003年に株式会社エンジンの運営する『たのみこむ』上で『REVIVAL MUSIC PROJECT』と題し東芝EMIが過去に発売したゲームミュージックアルバム3タイトルの受注再発売企画が立ち上げられ、1992年版が生産決定し2004年に発売された（型番：ENCG-0002）。
iTunes StoreやAmazon Music他、ダウンロード販売でも購入可能。
イメージサウンドトラックのA面部分に相当する楽曲のみ（下記トラックNo.1～12）を収録した非売品サウンドトラック（型番CM-0001）も存在しており、自社イベントで配布するグッズ等として流通した。このサントラ版の『DAIVA REPRISE』は前半部分のみを収録している。

#### 収録曲
配信ストア版ではクレジットが浅倉のみになっているが、実際には以下の通りである。特記がない限りはブックレットの記述を出典とする。
編曲は全て浅倉大介。
| トラックNo. | 使用箇所                                       | 曲名                                                                          | 曲名 （非売品サントラ版） | 作曲者                     |
| ----------- | ---------------------------------------------- | ----------------------------------------------------------------------------- | ------------------------- | -------------------------- |
| 1           | エンディングテーマ                             | DAIVA I（ディーヴァI）                                                        | DAIVA                     | 浅倉大介                   |
| 2           | PC-8801mkIISR版メインテーマ                    | FLAME OF VLITRA（ヴリトラの炎）                                               | FLAME OF VLITRA           | 冨田茂                     |
| 3           | マップシーン                                   | NIRSARTIA DRIVE I（ナーサティア・ドライブI）                                  | BGM-02                    | 浅倉大介                   |
| 4           | X1版メインテーマ                               | TRIAL OF NIRVANA（ニルヴァーナの試練）                                        | TRIAL OF NIRVANA          | 冨田茂・丸山恵市           |
| 5           | MSX版メインテーマ                              | ASURA'S BLOODFUED（アスラの血流）                                             | ASURA'S BLOODFUED         | 浅倉大介                   |
| 6           | 惑星戦                                         | DRIVING ARMOR I（ドライビングアーマーI）                                      | BGM-03                    | 冨田茂                     |
| 7           | ファミコン版メインテーマ                       | IMPERIAL OF NIRSARTIA I（ナーサティアの玉座I）                                | IMPERIAL OF NIRSARTIA     | 丸山恵市                   |
| 8           | MSX2版メインテーマ                             | THE CUP OF SOMA（ソーマの杯）                                                 | THE CUP OF SOMA           | 浅倉大介                   |
| 9           | 艦隊戦                                         | FLEET BATTLE（フリート・バトル）                                              | BGM-01                    | 浅倉大介                   |
| 10          | FM77AV版メインテーマ                           | MEMORY IN DURGA（ドゥルガーの記憶）                                           | MEMORY IN DURGA           | 冨田茂                     |
| 11          | 惑星戦/ファミコン版移動シーン                  | NIRSARTIA DRIVE II（ナーサティア・ドライブII）                                | BGM-04                    | 浅倉大介                   |
| 12          | 各BGMを再構成したイメージ曲                    | DAIVA REPRISE（ディーヴァ・リプリーズ）                                       | DAIVA REPRISE             | 浅倉大介                   |
| 13          | 同名曲のロングバージョン                       | DRIVING ARMOR II（ドライビングアーマーII）                                    | （未収録）                | 冨田茂                     |
| 14          | 同名曲のロングバージョン                       | IMPERIAL OF NIRSARTIA II（ナーサティアの玉座II）                              | （未収録）                | 丸山恵市                   |
| 15          | シナリオを元にゲームの楽曲を再構成したアレンジ | STOR OF GODS（神々の星）                                                      | （未収録）                | 浅倉大介・丸山恵市・冨田茂 |
|             |                                                | 01 Prologue - Vicissitudes -（プロローグ －流転－）                           |                           |                            |
|             |                                                | 02 Vritra（ヴリトラ）                                                         |                           |                            |
|             |                                                | 03 Krishna Shark（クリシュナ・シャーク）                                      |                           |                            |
|             |                                                | 04 Ryukan Professor（リュカーン教）                                           |                           |                            |
|             |                                                | 05 Pirates of The Sion（紫苑 "しおん" の海賊）                                |                           |                            |
|             |                                                | 06 Death of Satie（サティーの死）                                             |                           |                            |
|             |                                                | 07 Biological Computer "Nirvana"（生体コンピュータ・ニルヴァーナ）            |                           |                            |
|             |                                                | 08 Ratna Sambhava（ラトナ・サンバ）                                           |                           |                            |
|             |                                                | 09 Soma（ソーマ）                                                             |                           |                            |
|             |                                                | 10 Prophecy to the emperor, Matari Schwan（皇帝への予言、マータリ・シュバン） |                           |                            |
|             |                                                | 11 Kali Yuga（カリ・ユガ）                                                    |                           |                            |
|             |                                                | 12 The Nersathia, Twin Planet（ナーサティア双惑星）                           |                           |                            |
|             |                                                | 13 Epilogue - Star of Gods -（エピローグ －神々の星－）                       |                           |                            |
| 16          | テーマ曲の別バージョン                         | DAIVA II（ディーヴァII）                                                      | （未収録）                | 浅倉大介                   |

### 創立5周年記念 ゲームミュージックライブラリー
T&E SOFT創立5周年記念タイトル『ハイドライド３』PC-8801markIISR以降版・MSX版・MSX2版、『スーパーレイドック』X1版、『DAIVA カリ・ユガの光輝』に付属した、アレンジミュージックを収録したカセットテープ。これに上記イメージサウンドトラックより『DAIVA I』『ヴリトラの炎』『アスラの血流』『ドゥルガーの記憶』と新作曲『カリ・ユガの光輝』が収録されている。こちらも編曲は浅倉大介が担当。

### ライブ演奏
T&E SOFTの自社イベント『ATTACK`88 IN ALTA』にて、浅倉大介がスタジオアルタのバルコニーステージにて同社ゲームBGMの生演奏を実施。本作からは『DAIVA I』が演奏された。

## 関連商品
ディーヴァ・ファンブック
発売はアスキー系列のMIAで、企画・編集はマイクロデザイン出版局。当時のスタッフ証言による開発秘話、物語の発端から結末までを描いたオリジナルノベル(挿絵：おおやま黎)、設定資料や各機種別ゲーム内データ（当時未発売のPC98版を除く）や、開発者自身が語る裏技・攻略法が収録されている。カバーイラストは出渕裕による。
ゲームコミックス「DAIVA」
東京書籍からの発売。当時流行していたゲームブックの体裁を取っているが選択肢が設定されている箇所は少なく、また各巻によって選択肢の数もまちまちだった。コミック担当者は巻によって異なり、ストーリーや設定も作画担当者によって細かなアレンジがされている（例としては、STORY3に登場する「ニルヴァーナ」が女性に設定されている等）。
- STORY1 ヴリトラの炎　作画：小林誠
- STORY2 ドゥルガーの記憶 作画：青木めだか
- STORY3 ニルヴァーナの試練　作画：堀内元
- STORY4 アスラの血流　作画：内田貴志
- STORY5 ソーマの杯　作画：小林浩子
- STORY6 ナーサティアの玉座　作画：小林鉄造
- STORY7 カリ・ユガの光輝　作画:THE GREAT GAIJIN　※ゲーメスト掲載版『餓狼伝説』作画担当のLEO ADVERと同一人物。

アドベンチャーヒーローブックス12 「ディーヴァ・女戦士ミリスの挑戦」
文・構成：草野直樹　刀堂光貴、本文イラスト：おぐ・ぼっくぇ
勁文社からの発売。「STORY6 ナーサティアの玉座」の主人公であるマータリ＝シュバンの部下である女性、ミリス＝シャイナを主人公としたゲームブック。マータリ＝シュバンも登場する。
わんぱっくコミック「ディーヴァ」
作画：たまだとしみつ
徳間書店からの発売。雑誌「わんぱっくコミック」で連載された漫画の単行本化。作画はたまだとしみつ。連載当時STORY7は未発売で、対応機種すらまだ公表されていなかったこともあり、ネタバレ防止の配慮から、最終話でクリシュナ＝シャークがストーリーの真相を語る部分では台詞のほとんどが空白になっている。

## 他作品とのコラボレーション
T&E SOFTが本作以前に発売した以下のゲームと、作中でコラボレーションが行われている。
- レイドック - ファミコン版以外のゲーム中での惑星時事イベントにおいてストーミーガンナー開発イベントがあったり、PC98版ではストーミーガンナーが惑星攻略戦での兵力として登場している。MSX版では、パスワードを(LAYDOCK)と入れるとMSXでの当時の次回作であるスーパーレイドック ミッションストライカーのOPデモが流れる。
- ハイドライドシリーズ - ファミコン版以外の惑星時事イベントでバラリス関連のイベントが存在しており、発生すると生産力が落ちる。